# Asekeevskij rajon
L'Asekeevskij rajon (in russo Асекеевский район?) è un rajon dell'Oblast' di Orenburg, nella Russia europea. Istituito nel 1928, il capoluogo è Asekeevo.